# Burmannia geelvinkiana
Burmannia geelvinkiana är en enhjärtbladig växtart som beskrevs av Odoardo Beccari. Burmannia geelvinkiana ingår i släktet Burmannia och familjen Burmanniaceae. Inga underarter finns listade i Catalogue of Life.